# Ardgowan Castle

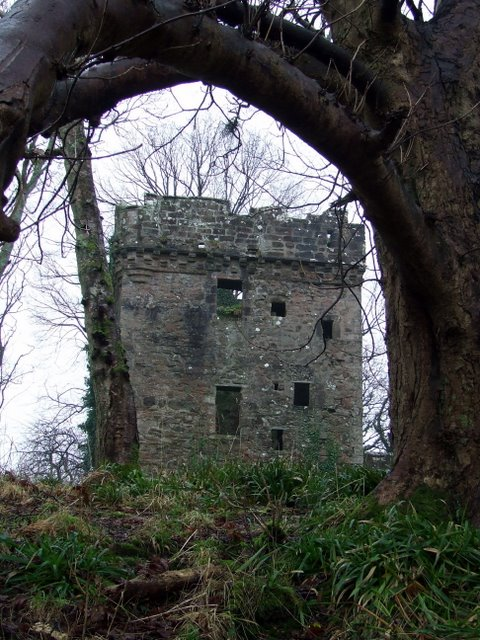
Ruine von Ardgowan Castle

Ardgowan Castle, auch Inverkip Castle, ist eine Burgruine auf dem Anwesen von Ardgowan House an den Ufern des Firth of Clyde in der schottischen Grafschaft Renfrewshire und liegt heute in der Council Area Inverclyde. Die dreistöckige Ruine hat Historic Scotland als historisches Bauwerk der Kategorie B gelistet.

## Geschichte
1306 wurde Inverkip von den Unterstützern von Robert the Bruce unter der Führung von Robert Boyd aus Cunningham belagert. 1403 verlehnte König Robert III. die Ländereien von Ardgowan an seinen illegitimen Sohn, Sir John Stewart. Die Burg wird auf das Ende des 15. Jahrhunderts datiert.
1667 wurde Archibald Stewart zum Baronet ernannt. Der 3. Baronet heiratete 1730 Helen Houston, die Erbin der Shaws of Greenock. Ihr Sohn, Sir John Shaw-Stewart, 4. Baronet, beauftragte den Architekten Hugh Cairncross mit der Planung eines neuen Herrenhauses. Der Bau begann 1797 und wurde 1801 fertiggestellt, nachdem man die alte Burg aufgegeben hatte. Die Ruine wurde 1936 gesichert und repariert.